# Drežnik Brezovički
Drežnik Brezovički is een plaats in de gemeente Zagreb in de Kroatische provincie Stad Zagreb. De plaats telt 443 inwoners (2001).